# Orote Peninsula
Orote Peninsula är en fyra kilometer lång halvö i Guam (USA).   Den ligger i kommunen Santa Rita, i den västra delen av Guam, 14 km väster om huvudstaden Hagåtña. Halvön utgör den södra kusten av Apra Harbor. Längst ut på halvön ligger udden Point Udall, fram till 1987 benämnd Orote Point, som är Guams västligaste punkt.